# 瑞士國家圖書館
瑞士國家圖書館是瑞士聯邦文化辦公室下的一個機構，是該國國家圖書館，已經列入瑞士國家和區域重要文化財產名錄。 其歷史可以追溯至1895年，雖然不是瑞士的法定送存圖書館，但是已經與該國出版商達成協議，凡在瑞士出版的出版物均需寄送一件副本給該圖書館，1931年搬到現址，1989年歸聯邦文化辦公室管理。

## 外部連結
- 官方网站
- 瑞士國家圖書館在線上《瑞士歷史辭典》中的德文、法文或版詞條。